# Cyclolejeunea angulistipa
Cyclolejeunea angulistipa là một loài Rêu trong họ Lejeuneaceae. Loài này được (Stephani) A. Evans mô tả khoa học đầu tiên năm 1904.